# Victoria Falls
Victoria Falls, também chamada de Folosi, é uma cidade do distrito de Huange, na província de Matabelelândia Norte, no Zimbábue. 
Encontra-se na margem sul do rio Zambeze, à oeste das Cataratas de Vitória. De acordo com o Censo Populacional de 2012, a cidade tinha uma população de 33.060.
Forma uma conurbação transfronteiriça com a cidade de Livingstone, na Zâmbia.

## História
O assentamento moderno da cidade iniciou-se em 1901, quando a possibilidade de usar um trecho de cachoeiras do rio Zambeze para geração elétrica deu origem à Central Hidroelétrica de Victoria Falls. A expansão da localidade continuou quando as obras da Ferrovia Cabo-Cairo, de ligação entre Bulavaio e Lusaca, chegou à cidade, permitindo finalmente que fosse construída a Ponte das Cataratas de Vitória, inaugurada em abril de 1905, conectando a Rodésia do Sul (mais tarde Rodésia e, atualmente Zimbábue) com a Rodésia do Norte (atual Zâmbia).
Tornou-se o principal centro de turismo para as Cataratas, passando por ciclos de expansão econômica dos anos 1930 aos anos 1960, e nos anos 1980 e início dos 1990.

## Geografia

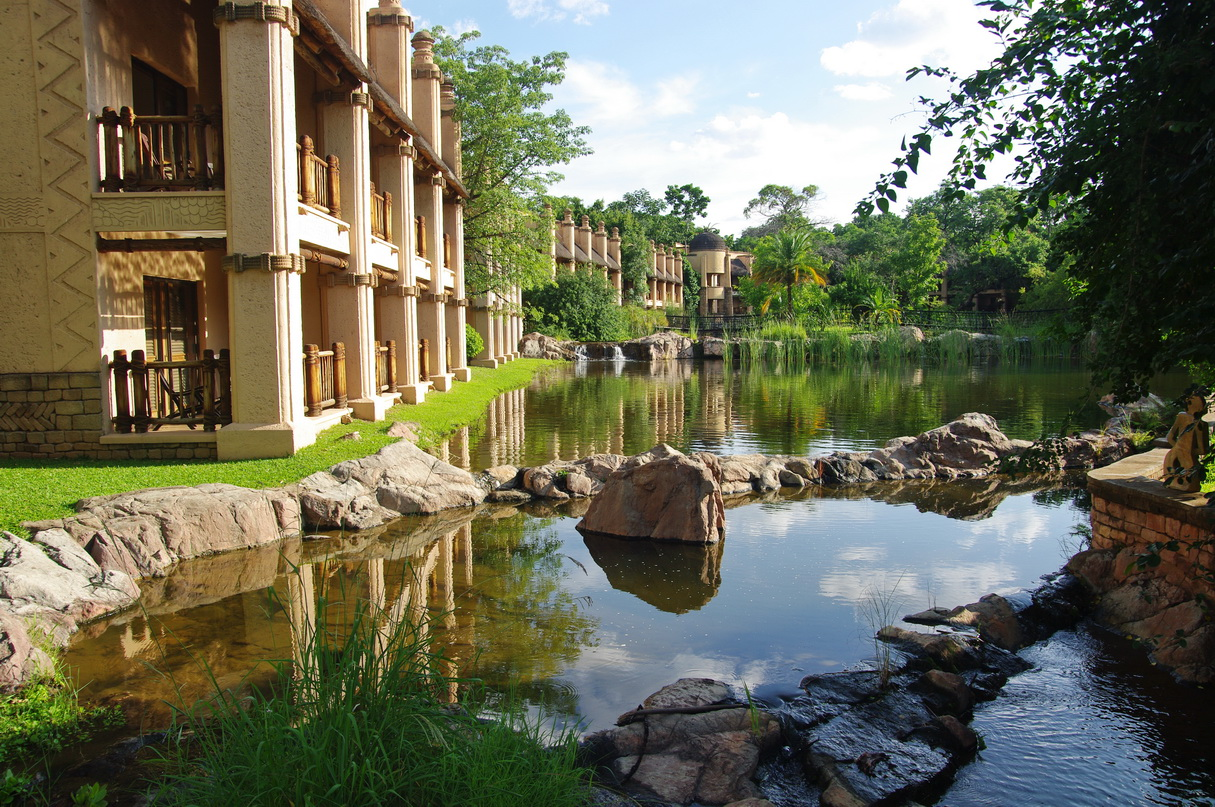
O Kingdom Hotel Anlage, em Victoria Falls, em 25 de fevereiro de 2011.

A cidade está localizada a noroeste de sua província, em frente às fronteiras com a Zâmbia, separada dela pelo rio Zambeze e pelas cataratas binacionais de Vitória. Encontra-se a poucos quilómetros da cidade zambiana de Livingstone, e está rodeada pelos parques nacionais do Zambeze, Mosi-oa-Tunya e Cataratas Vitória.

## Infraestrutura

### Educação
Possui um campus da universidade zimbabuana Universidade de Tecnologia das Victoria Falls.

### Saúde
A cidade é servida pelo Hospital Distrital Victoria Falls, pela Clínica Chinotimba, pela Clínica Mkhosana, pela Clínica Sociedade de Saúde Premier Medical e pelo hospital privado A Ponte da Saúde.

### Transportes
Victoria Falls é conectada pela Ferrovia Cabo-Cairo a Lusaca e a Bulavaio. Já por via rodoviária liga-se pela Rodovia Transafricana 4 (TAH 4 ou Rodovia Cairo–Cidade do Cabo) a Lusaca e a Bulavaio.
O aeroporto de Victoria Falls está localizado a 18 km ao sul da cidade e oferece serviços internacionais para Joanesburgo e Vinduque.